# Snowboard-Juniorenweltmeisterschaften 2005
Die 9. FIS Snowboard-Juniorenweltmeisterschaften fanden vom 21. bis zum 24. April 2005 in Zermatt statt. Ausgetragen wurden Wettkämpfe im Parallel-Riesenslalom, Snowboardcross, Halfpipe und Big Air.

## Medaillenspiegel
| Platz | Land               | Gold | Silber | Bronze | Gesamt |
| ----- | ------------------ | ---- | ------ | ------ | ------ |
| 1     | Frankreich         | 3    | -      | 2      | 5      |
| 2     | Österreich         | 1    | 3      | 1      | 5      |
| 3     | Schweiz            | 1    | -      | 1      | 2      |
| 4     | Finnland           | 1    | -      | -      | 1      |
| 4     | Niederlande        | 1    | -      | -      | 1      |
| 4     | Italien            | 1    | -      | -      | 1      |
| 7     | Vereinigte Staaten | -    | 2      | -      | 2      |
| 8     | Deutschland        | -    | 1      | 2      | 3      |
| 9     | Norwegen           | -    | 1      | 1      | 2      |
| 10    | Slowenien          | -    | 1      | -      | 1      |
| 11    | Kanada             | -    | -      | 1      | 1      |
|       | Gesamt             | 8    | 8      | 8      | 24     |

## Ergebnisse Frauen

### Parallel-Riesenslalom
| Platz | Land        | Sportlerin           |
| ----- | ----------- | -------------------- |
| 1     | Italien     | Corinna Boccacini    |
| 2     | Deutschland | Amelie Kober         |
| 3     | Deutschland | Selina Jörg          |
| 4     | Bulgarien   | Alexandra Schekowa   |
| 5     | Norwegen    | Hilde Katrine Engeli |
| 6     | Schweiz     | Patrizia Kummer      |
| 7     | Deutschland | Anke Karstens        |
| 8     | Kanada      | Marianne Leeson      |
| 9     | Österreich  | Julia Dujmovits      |
| 10    | Japan       | Aya Nakada           |

Datum: 22. April 2005

Es waren 54 Teilnehmerinnen am Start.

Weitere Teilnehmerinnen aus deutschsprachigen Ländern:

 Susanne Moll: 11. Platz

 Zita Zeyer: 14. Platz

 Pia Meusberger: 16. Platz

 Marzia Di Bella: 17. Platz

 Anja Puggl: 18. Platz

 Maria Ramberger: 19. Platz

 Rosa Czipf: 20. Platz

 Tamara Bardy: 28. Platz

 Anna-Lena Zuck: 33. Platz

 Simona Meiler: 40. Platz

### Snowboardcross
| Platz | Land        | Sportlerin           |
| ----- | ----------- | -------------------- |
| 1     | Frankreich  | Sophie Rodriguez     |
| 2     | Österreich  | Susanne Moll         |
| 3     | Frankreich  | Diane Thermoz Liaudy |
| 4     | Bulgarien   | Alexandra Schekowa   |
| 5     | Japan       | Yuka Fujimori        |
| 6     | Schweiz     | Simona Meiler        |
| 7     | Frankreich  | Magali Doucet        |
| 8     | Frankreich  | Océane Pozzo         |
| 9     | Deutschland | Anna-Lena Zuck       |
| 10    | Norwegen    | Hilde Katrine Engeli |

Datum: 21. April 2005

Es waren 51 Teilnehmerinnen am Start.

Weitere Teilnehmerinnen aus deutschsprachigen Ländern:

 Maria Ramberger: 14. Platz

 Eva Lindbichler: 16. Platz

 Marzia Di Bella: 13. Platz

 Sina Candrian: 20. Platz

 Maria Bittel: 21. Platz

 Selina Jörg: 22. Platz

 Zita Zeyer: 24. Platz

 Nicole Alig: 25. Platz

 Jennifer Röck: 38. Platz

 Julia Dujmovits: 48. Platz

 Pia Meusberger: DNF

### Halfpipe
| Platz | Land               | Sportlerin             |
| ----- | ------------------ | ---------------------- |
| 1     | Frankreich         | Sophie Rodriguez       |
| 2     | Vereinigte Staaten | Clair Bidez            |
| 3     | Schweiz            | Sina Candrian          |
| 4     | Vereinigte Staaten | Ellery Hollingsworth   |
| 5     | Kanada             | Calynn Irwin           |
| 6     | Frankreich         | Anne Sophie Pellissier |
| 7     | Vereinigte Staaten | Eliza Greene           |
| 8     | Deutschland        | Madeleine Schrank      |

Datum: 23. April 2005

Es waren 25 Teilnehmerinnen am Start.

Weitere Teilnehmerinnen aus deutschsprachigen Ländern:

 Ursina Haller: 11. Platz

 Simona Meiler: 18. Platz

 Eva Lindbichler: 19. Platz

### Big Air
| Platz | Land        | Sportlerin          |
| ----- | ----------- | ------------------- |
| 1     | Schweiz     | Ursina Haller       |
| 2     | Österreich  | Eva Lindbichler     |
| 3     | Deutschland | Tina Luft           |
| 4     | Italien     | Tania Detomas       |
| 5     | Finnland    | Marti Kahelin       |
| 6     | Kanada      | Alexandra Duckworth |
| 7     | Finnland    | Anna Jalasti        |

Datum: 24. April 2005

## Ergebnisse Männer

### Parallel-Riesenslalom
| Platz | Land               | Sportler           |
| ----- | ------------------ | ------------------ |
| 1     | Österreich         | Benjamin Karl      |
| 2     | Slowenien          | Rok Marguč         |
| 3     | Österreich         | Stefan Pletzer     |
| 4     | Kanada             | Michael Lambert    |
| 5     | Kanada             | Matthew Morison    |
| 6     | Schweiz            | Kaspar Flütsch     |
| 7     | Russland           | Alexei Schiwajew   |
| 8     | Italien            | Andreas Perathoner |
| 9     | Vereinigte Staaten | David Manthei      |
| 10    | Vereinigte Staaten | Vic Wild           |

Datum: 22. April 2005

Es waren 59 Teilnehmer am Start.

Weitere Teilnehmer aus deutschsprachigen Ländern:

 Tobias Inniger: 11. Platz

 Andri Krättli: 15. Platz

 Nevin Galmarini: 16. Platz

 Sebastian Leber: 19. Platz

 Marco Lys: 20. Platz

 Nils Treml: 24. Platz

 Christoph Maltschnig: 25. Platz

 Manuel Veith: 27. Platz

 Markus Schairer: 28. Platz

 Thomas Drol: 37. Platz

 Andre Burgener: 55. Platz

 Michael Schreilechner: disqualifiziert

### Snowboardcross
| Platz | Land               | Sportler                    |
| ----- | ------------------ | --------------------------- |
| 1     | Frankreich         | Tony Ramoin                 |
| 2     | Österreich         | Markus Schairer             |
| 3     | Frankreich         | Pierre Vaultier             |
| 4     | Norwegen           | Øystein Wallin              |
| 5     | Schweiz            | Fabio Caduff                |
| 6     | Vereinigte Staaten | Robert Minghini             |
| 7     | Schweiz            | Nicolas Tschäppät           |
| 8     | Vereinigte Staaten | Abe Greenspan               |
| 9     | Schweiz            | Mario Arnold                |
| 10    | Österreich         | Renaldo Nicolussi-Castellan |

Datum: 21. April 2005

Es waren 83 Teilnehmer am Start.

Weitere Teilnehmer aus deutschsprachigen Ländern:

 Michael Macho: 15. Platz

 Michael Schreilechner: 19. Platz

 Richard Natter: 21. Platz

 Andre Burgener: 25. Platz

 Nevin Galmarini: 28. Platz

 Alexander Bergmann: 29. Platz

 Konstantin Schad: 45. Platz

 Maximilian Köpf: 66. Platz

 Alexander Krengel: disqualifiziert

### Halfpipe
| Platz | Land               | Sportler          |
| ----- | ------------------ | ----------------- |
| 1     | Finnland           | Janne Korpi       |
| 2     | Vereinigte Staaten | Louie Vito        |
| 3     | Kanada             | Kory Wright       |
| 4     | Kanada             | Jeff Batchelor    |
| 5     | Schweiz            | Stephan Maurer    |
| 6     | Finnland           | Peetu Piiroinen   |
| 7     | Schweiz            | Christian Haller  |
| 8     | Norwegen           | Roger S. Kleivdal |

Datum: 23. April 2005

Es waren 83 Teilnehmer am Start.

Weitere Teilnehmer aus deutschsprachigen Ländern:

 Sebastian Gilliand: 20. Platz

 Toni Suetovius: 29. Platz

 Gian-Luca Cavigelli: 50. Platz

 Marco Smolla: 51. Platz

 Toni Kurschat: 59. Platz

 Sandro Häfliger: 61. Platz

 Philipp Strauss: 70. Platz

### Big Air
| Platz | Land        | Sportler           |
| ----- | ----------- | ------------------ |
| 1     | Niederlande | Joy Geenen         |
| 2     | Finnland    | Erik-Johan Botner  |
| 3     | Norwegen    | Torstein Horgmo    |
| 4     | Finnland    | Janne Korpi        |
| 5     | Slowenien   | Domen Bizjak       |
| 6     | Schweiz     | Sebastian Gilliand |
| 7     | Belgien     | Philippe Declercq  |
| 8     | Deutschland | Philipp Strauss    |

Datum: 24. April 2005

Es waren 46 Teilnehmer am Start.

Weitere Teilnehmer aus deutschsprachigen Ländern:

 Hubert Fill: 11. Platz

 Marco Smolla: 13. Platz

 Cedric Schumacher: 17. Platz

 Toni Kurschat: 24. Platz

 Michael Macho: 28. Platz

 Sebastian Baumann: 36. Platz

 Toni Suetovius: 41. Platz

 Stephan Maurer: 45. Platz